# Pau Ferran
Pau Ferran (* 16. Jahrhundert in Barcelona; † 1649 ebenda) war ein frühneuzeitlicher Ritter und Mäzen aus Barcelona.

## Leben und Werk
Pau Ferran bezahlte 1639 den Bildhauer Domènec Rovira den Älteren für die Erstellung des Altarbildes des Heiligen Pau und des Heiligen Philipp Neri in der Kirche Santa Maria del Mar, das 1936 in den ikonoklastischen Wirren des beginnenden Spanischen Bürgerkrieges zerstört wurde. Nach seinem Tod hinterließ Pau Ferran nahezu hunderttausend Dukaten, um den Bau der Casa de la Convalescencia (Genesungshaus), das dem Hospital de la Santa Creu (von 1401 bis 1926 das Hauptkrankenhaus von Barcelona, heute der Sitz der Biblioteca de Catalunya) angeschlossen war, fertigzustellen. An diesem Gebäude waren die Bauarbeiten mangels finanzieller Mittel eingestellt worden. Pau Ferran  widmete dieses Gebäude noch zu seinen Lebzeiten Sant Pau. Sein Wappen, ein Gürtel mit einem Hufeisen wurde an dem Gebäude angebracht. In Erinnerung an ihn wurde auch eine barocke Standfigur des Sant Pau von Lluís Bonifaç dem Älteren im Innenhof des Gebäudes aufgestellt. Aus dem gleichen Grund brachte man ein Wandkachelbild mit Szenen aus dem Leben dieses Heiligen von Llorenç Passoles im Gebäude an.
Pau Ferran war 1619 zum Rektor der Universitat de l’Estudi General, einer Vorgängerinstitution der heutigen Universität Barcelona, ernannt worden.